# ناحية بردخون
ناحية بردخون (بالفارسية: بخش بردخون) هي ناحية في مقاطعة إيوان التابعة لمحافظة بوشهر في إيران. في تعداد عام 2016، كان عدد سكانها 11، 113 نسمة في ؟ عائلة. في الناحية مدينة واحدة هي بردخون وفيها قسمان ريفيان: قسم بردخون الريفي وقسم آبكش الريفي.